# Une adolescence en Gueldre
Une adolescence en Gueldre est un roman de Jean-Claude Pirotte publié le 22 août 2005 aux éditions de la Table Ronde et ayant reçu le Prix des Deux Magots l'année suivante.

## Éditions
- Une adolescence en Gueldre, éditions de la Table Ronde, 2005  (ISBN 2-7103-2807-0).